# 786 a.C.
Il 786 a.C. (DCCLXXXVI a.C. in numeri romani) è un anno  dell'VIII secolo a.C.

## Eventi
Nell'Urartu al re Menua succede Argishtis I

## Morti
Menua, re dell'Urartu.